# Берч Три (Мисури)
Берч Три (енгл. Birch Tree) град је у америчкој савезној држави Мисури.

## Демографија
По попису из 2010. године број становника је 679, што је 45 (7,1%) становника више него 2000. године.
| Група             | 2000.       | 2010.       |
| Белци             | 598 (94,3%) | 605 (89,1%) |
| Афроамериканци    | 2 (0,3%)    | 2 (0,3%)    |
| Азијати           | 0 (0,0%)    | 5 (0,7%)    |
| Хиспаноамериканци | 10 (1,6%)   | 47 (6,9%)   |
| Укупно            | 634         | 679         |